# Heavy Metal do Senhor
"Heavy Metal do Senhor" é uma canção de Zeca Baleiro, escrita em 1995. É a primeira música do álbum Por Onde Andará Stephen Fry?,  de 1997. É uma das músicas mais famosas do músico.

## A canção
“Heavy Metal do Senhor”, é uma fusão de música nordestina com rock (rock-baião-de-cordel). A canção apresenta a religião de uma forma irônica, inserindo Deus, Diabo e Anjos dentro do universo do rock, abordando também a influência do mercado na produção musical (O Diabo representa o mercado underground e também o mercado sem originalidade. Ou seja, aqueles que tentam alcançar o sucesso fazendo cópia do sucesso. Deus, no entanto, representa o som inédito, inusitado e de muita qualidade). A música aparece duas vezes no CD (a primeira e a última faixa). Na primeira versão, tem-se um som mais pesado, que se utiliza de instrumentos como guitarra, teclado, violão, bateria e pandeiro. No início da audição, um galo ao fundo canta, anunciando o amanhecer. É possível escutar ainda palmas e gritos ao fundo. Já a segunda versão, chamada Heavy metal do sehor (remix), foi gravada apenas com a voz de Baleiro e um acordeon, transpassando a sensação de fim de show ou de um festival, na qual escuta-se pessoas conversando, desmontando o ‘show’ enquanto Baleiro canta. A impressão é que a primeira música “Deus” e sua banda estão tocando e na outra versão o “Diabo” tenta improvisar um “cover das canções celestiais”, sem receber muita atenção.
O autor da canção baseia-se em várias ideias da cultura cristã para escrever a letra da canção. Isso pode ser percebido em: a posição superior de Deus, a ideia de que o diabo fazia parte do céu (anjo caído) – era um anjo que sonhou criar o seu próprio reino – aparece nas isotopias da palavra “decaídos”, a visão do inferno abaixo do céu (ideia de decadência), a relação fogo-inferno em “A plateia pega fogo quando rolam os festivais”.

## Videoclipe
- O videoclipe da canção foi lançado em 1997, e leva o selo MTV[10] (Direção: Alex Miranda). Gravado em estúdio, o clipe tem participações especiais de Wanderléa (como a Rainha Diaba), Kid Vinil (Garçom do Céu), Maurício Pereira (Juiz do Juízo), Mário Manga (São José do Breque) e da banda Mandabala, que acompanhava o artista nessa época. Os créditos do clipe ainda incluem o anão Helinho e o próprio Zeca Baleiro, que encarnam dois cantadores de feira.[11]

## Trilha sonora
- Em 1998 a música foi incluída na trilha sonora da novela Era uma vez...[12][13] Foi o tema do Frei Chicão.[14]

## Álbuns
- Na discografia de Zeca Baleiro, além do álbum , a música está presente nas coletâneas Perfil - Zeca Baleiro e Vip Collection: Zeca Baleiro. Nos álbuns ao vivo, aparece em Líricas (Ao Vivo),[15] Baladas do Asfalto e Outros Blues (Ao Vivo)[16] e Pet Shop Mundo Cão - A Ópera Infame[17]
- A música está incluída no CD Pop-Rock - 20 músicas do Século XX.[18]